# إيكولوجيا العمران
إيكولوجيا العمران، هو العلم الذي يُعنى بدراسة المنظومات البيئية الطبيعية المتاخمة للتجمعات السكنية.

## المحتويات
- تعريف الإيكولوجيا.
- تعريف العمران.

## الإيكولوجي
الإيكولوجي هي علم ثقافة الموطن, أو علم منطق الموطن معرباً من اليونانية, و هو العلم الذي يُعنى بدراسة شكل و بنية و خصائص و سلوك و حدود المنظومات البيئية.

## العمران
العمران هو العلم الذي يُعنى بدراسة السلوك البشري الاجتماعي و تفاعلات البشر مع بعضهم البعض بهدف النهوض بالمجتمع.